# Auf dünnem Eis (2020)

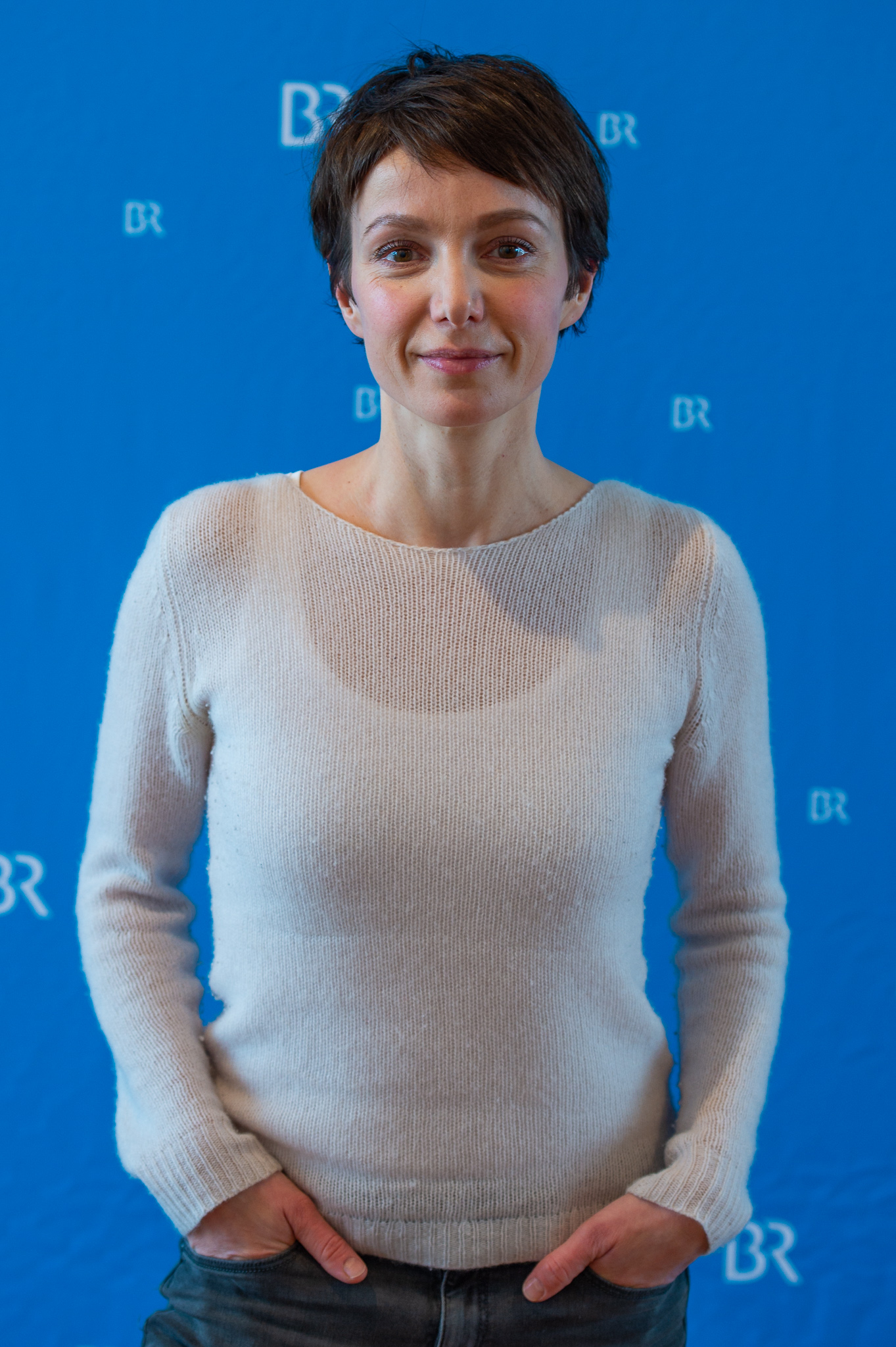
Julia Koschitz spielt Ira Rosenthal (Foto von 2019)

Auf dünnem Eis ist ein deutscher Fernsehfilm von Sabine Bernardi aus dem Jahr 2020. In der Hauptrolle spielt Julia Koschitz eine Frau, die sich trotz ihrer eigenen Probleme um einen obdachlosen Mann kümmert. Der Film wurde im Oktober 2020 auf den Biberacher Filmfestspielen uraufgeführt. Im Fernsehen wurde der Film  am 20. September 2021 im Fernsehprogramm des ZDF ausgestrahlt.

## Handlung
Es ist Winter in Berlin, die Temperaturen liegen unter Null Grad Celsius. Die Köchin Ira Rosenthal fährt nach ihrer Schicht nachts nach Hause und findet die Tiefgarage ihres Wohnhauses aufgrund eines Defekts mit der Schließanlage geöffnet vor. Als sie einparken möchte, fährt sie einen Obdachlosen an, der mit seinem Hund „Tiger“ in ihrer Parkbucht sein Nachtlager aufgeschlagen hat. Ira fährt den am Fuß verletzten Mann in die Notaufnahme und versucht danach, ihn in einer Notunterkunft unterzubringen. Der Mann möchte dies jedoch nicht und zieht lieber mit seinem Hund von dannen. Sie lässt Konrad, so heißt der Obdachlose, später weiter in ihrer Parkbucht nächtigen, gibt ihm warme Kleidung und auch Lebensmittel von ihrer Arbeit.
Ira hat gerade aber auch selbst genug Probleme. Sie lebt von ihrem Mann Bernhard getrennt, nachdem dieser eine Affäre angefangen hatte. Auch kann sie ihren Beruf mit der Rolle als alleinerziehende Mutter des neunjährigen Lukas nur schwer vereinbaren. Ihre Mutter, die immer wieder als Babysitterin einspringen muss, wünscht sich mittlerweile jedoch mehr Zeit für sich und ihren erkrankten Mann, was die Situation weiter verkompliziert. Als sie auf der Arbeit eine gewünschte Stelle nicht bekommt, kündigt sie und gibt dem Chef ihre Schlüssel zurück. Als sie zu Hause feststellt, dass sie die falschen Schlüssel abgegeben hat, kann ihr Konrad helfen, die Tür zu öffnen. Sie lässt ihn hinein, gibt ihm erst einmal ein Bad und wäscht seine Sachen. Er darf auf der Couch nächtigen, verlässt die Wohnung jedoch am nächsten Morgen, bevor Ira aufsteht.
In der nächsten Zeit versucht Ira Konrad dabei zu helfen, im Leben wieder Fuß zu fassen. Sie geht mit ihm zu den Ämtern und kümmert sich um eine neue Bleibe für ihn. Solange kann er bei Ira und Lukas auf der Couch schlafen. Teilweise kommt es zu Streitigkeiten zwischen Ira und Konrad, insbesondere wenn es darum geht, dass sein Hund nicht in die neue Unterkunft ziehen darf. Er gibt auch sehr wenig über sein Leben preis, erzählt aber eines Tages, dass sein Sohn vor einigen Jahren ertrunken sei. Bernhard ist mittlerweile eifersüchtig auf Konrad, er geht ihn auf der Straße einmal auch körperlich an. Bernhard hat sich vor einiger Zeit von seiner Affäre getrennt und würde sein Leben gern wieder gemeinsam mit Ira verbringen, er hat selbst aber gerade finanzielle Probleme, da ein Auftraggeber ihn nicht bezahlt.
Ira stellt mit den Informationen, die sie über Konrad hat, Nachforschungen über dessen Vergangenheit an. Als sie seine Frau erreicht, bittet diese sie, sich nie wieder bei ihr zu melden. Zu einem späteren Termin beim Arbeitsamt wird Ira von Konrad versetzt, wenig später steht Konrads Sohn vor Iras Tür. Er hat sie ausfindig gemacht und erzählt ihr, dass Konrad den Menschen unterschiedliche unwahre Geschichten über sein Leben auftischt. Beide finden den betrunkenen Konrad an einem U-Bahnhof, an dem ihn sein Sohn das letzte Mal getroffen hat. Er freut sich, seinen Sohn zu sehen und zieht über Ira her. Später findet Ira den bewusstlosen Konrad vor ihrem Wohnblock. Sie beginnt mit der Reanimation, doch auch die Rettungsversuche des eintreffenden Notarztteams bleiben erfolglos.
In der letzten Szene sieht man Ira, Bernhard und Lukas gemeinsam als Familie in ihrer Wohnung spielen. Sie verstecken sich dabei in einem Zelt, wobei Ira noch Konrads Hund mit hineinnimmt.

## Produktion
Der Film wurde vom 12. Februar 2019 bis zum 14. März 2019 in Berlin gedreht.
Der Film soll von einem realen Ereignis der Produzentin Beatrice Kramm inspiriert worden sein.

## Rezeption

### Kritiken
Die Redaktion des Lexikons des internationalen Films vergibt in ihrer Rezension insgesamt 3 von 5 Sternen für den Film. Das Fernsehdrama Auf dünnem Eis nehme „die Perspektive einer Frau unter extremen Bedingungen ein und blickt damit nur von außen auf das Leben auf der Straße. So erfasst es allerdings bei allen Glättungen und einigen Vereinfachungen durchaus den Umgang der Gesellschaft mit Obdachlosen und hat den Mut, die Geschichte nicht auf simple Art aufzulösen.“
In der Besprechung bei tittelbach.tv kommt Rainer Tittelbach auf insgesamt 5 von 6 Sternen. In dem Film würde eine Begegnung der ungewöhnlichen Art dargestellt, ohne dadurch aber ein Sozialmärchen zu erzählen. Vielmehr halte sich der Film „an die Muster und Vorurteile deutscher Wirklichkeit“. Der Zuschauer dürfte nach den Beweggründen fragen, warum Ira dem Obdachlosen immer mehr hilft. Amouröse Gründe dürften ausgeschlossen, sozialromantische hingegen realistischer sein. Ganz modellhaft mache der Film klar, dass keine Existenz auf ewig gesichert sei und dass man schnell seine Lebensgrundlage verlieren kann. Auch Ira würde im Lauf des Films, durch Trennung und Jobverlust, ein wenig in ihrem sozialen Status abrutschen bis zu dem Punkt, dass ihr Sohn fragt: „Mama, sind wir eigentlich arm?“. Auf dünnem Eis sei ein Film darüber, „wie die (Wohlstands-)Gesellschaft mit diesem Phänomen [der Obdachlosigkeit] umgeht. Durch die Erzählperspektive kann sich der Zuschauer nicht so leicht aus der Verantwortung stehlen wie in einem klassischen Themenfilm“.

### Einschaltquoten
Die Erstausstrahlung am 20. September 2021 sahen 4,09 Millionen Zuschauer, was einem Marktanteil von 14,8 % entsprach. Der Film war damit das gefragteste Primetime-Programm an diesem Tag.